# تينا براون
تينا براون (بالإنجليزية: Tina Brown) هي صحفية ورئيسة تحرير، وكاتبة عمود صحفي، ومحاورة تلفزيونية بريطانية. كما أنها مؤلفة كتاب «تاريخ ديانا» الذي يحكي سيرة الأميرة ديانا، أميرة ويلز. "Queen's Birthday Honours List". The Guardian. 17 June 2000. Retrieved 30 August 2010. تقلدت براون العديد من المناصب قبل أن مع باري ديلر لتأسيس وتحرير موقع ذا ديلي بيست الأمريكية في أكتوبر عام 2008. وفي سبتمبر 2013، اعتزلت براون عملها كرئيسة تحرير موقع ذا ديلي بيست لتتفرغ لتجهيز برنامج «تينا براون» التلفزيوني الذي يسرد سنوات حياتها التي قضتها في عالم الإعلام، المقرر إذاعته في 2016.

## روابط خارجية
- تينا براون على موقع IMDb (الإنجليزية)
- تينا براون على موقع الموسوعة البريطانية (الإنجليزية)
- تينا براون على موقع مونزينجر (الألمانية)
- تينا براون على موقع إن إن دي بي (الإنجليزية)
- تينا براون على موقع قاعدة بيانات الفيلم (الإنجليزية)